# Dursun Karatay
Dursun Karatay (* 5. Oktober 1984 in Bludenz) ist ein österreichischer Fußballspieler türkischer Abstammung.

## Leben und Karriere
Karatay begann seine Karriere beim FC Nenzing in Vorarlberg. Danach kam er ins BNZ Vorarlberg. 2001 war er zum ersten Mal in einem Kader einer ersten Mannschaft. Der Austro-Türke wurde beim SC Austria Lustenau unter Vertrag genommen. Von 2002 bis 2005 wurde er Stammspieler bei der Lustenauer Austria in der Ersten Liga. 2005 wechselte er nach einer starken Saison in Lustenau zum ASKÖ Pasching in die Bundesliga.
Anfangs noch Stammspieler kam er später nur mehr sporadisch bei den Oberösterreichern zum Einsatz. 2007 wechselte er wieder zurück nach Vorarlberg zum Bundesligisten SCR Altach.
In der Sommerpause vor der Saison 2009/10 wechselte er zu Konyaspor und kehrte im Sommer 2010 wieder zurück nach Vorarlberg zum Zweitligisten SC Austria Lustenau.